# THeMIS (veículo terrestre não tripulado)
O THeMIS (Tracked Hybrid Modular Infantry System) é um veículo terrestre não tripulado (sigla portuguesa: VTNT; em inglês: UGV (Unmaned Ground Vehicle), originário da Estónia, desenvolvido e produzido pela Milrem Robotics.

## Variantes

### Logística
- Cargo – tem como finalidade apoiar tropas a pé ou com apoio de veículos limitado ao carregar tudo aquilo que um soldado normalmente carregaria para o campo de batalha. Pode ser equipado com amarrações e cintos de contenção para evitar deslocamento de carga.[2]
- Cargo Mortar Carrier – acomoda um morteiro de até 81 mm. Possui uma suspensão melhorada para transportar e operar de forma segura o morteiro, equipamentos extras e munições. Rapidamente implantável em terrenos acidentados.[3]
- Cargo CASEVAC – oferece a possibilidade de evacuação rápida em caso de casualidades desde o local do incidente até às instalações médicas. É capaz de acomodar maioria das macas usadas pelas forças da OTAN.[4]

### Combate
(Estação de arma remotamente controlada)
- ADDER DM – emprega a estação de arma remota ADDER DM da ST Engineering, a primeira a ser integrada no THeMIS. Foi testada em pleno inverno estónio com a supervisão das Forças de Defesa da Estónia.[5]
- Protector RWS – equipada com o sistema Protector RWS da Kongsberg Gruppen em 2017. Existem algumas versões das quais uma emprega o FGM-148 Javelin.[6]
- deFNder(r) Medium – integra o deFNder(r) Medium da FN Herstal, resultando de uma parceria com as Forças de Defesa da Estónia. Esta variante foi testada no decorrer da Spring Storm 2017, o maior exercício militar da Estónia, onde foram conduzidos testes de disparo em movimento e estacionário.[7]
- R400S-MK2-D-HD – vem com um canhão automático EOS R400S-MK2-D-HD de 30 mm. Proporciona maior precisão em áreas amplas no decorrer de operações diurnas e noturnas e favorece para a proteção e poder das tropas operadoras ao aumentar a sua distância com o alvo.[8]
- GUARDIAN 2.0 – o sistema da Escribano Mechanical & Engineering fornece capacidades de defesa a distâncias curtas e médias e com alta precisão de disparo. Além de ser uma solução económica para defesa, o sistema é estável e pode operar dia e noite para missões de vigilância, identificação de alvos e rastreamento. A sua precisão é favorecida pelos cálculos balísticos realizados na unidade principal do seu computador. Também possui 12 dispersores de fumaça.[9]

### ISR
(Intelligence, Surveillance and Reconnaissance - Inteligência, Vigilância e Reconhecimento)
- Observe with the KX-4 LE Titan - ideal para missões de patrulha, resgate e reforço policial, opera o drone KX-4 LE Titan da Threod Systems a partir de um casulo montado em cima.[10]
- Observe - construído para missões de reconhecimento tático, vem equipado com um radar de vigilância terrestre, um detetor de disparos, sistema de dispersão de cortina de fumaça para defesa, câmera para operações diurna/noturna. Esta combinação permite às tropas identificação multissensorial e reação rápida a ameaças emergentes. Aumenta a distância entre as tropas operadoras e as inimigas, além de aumentar a capacidade de sobrevivência.[11]

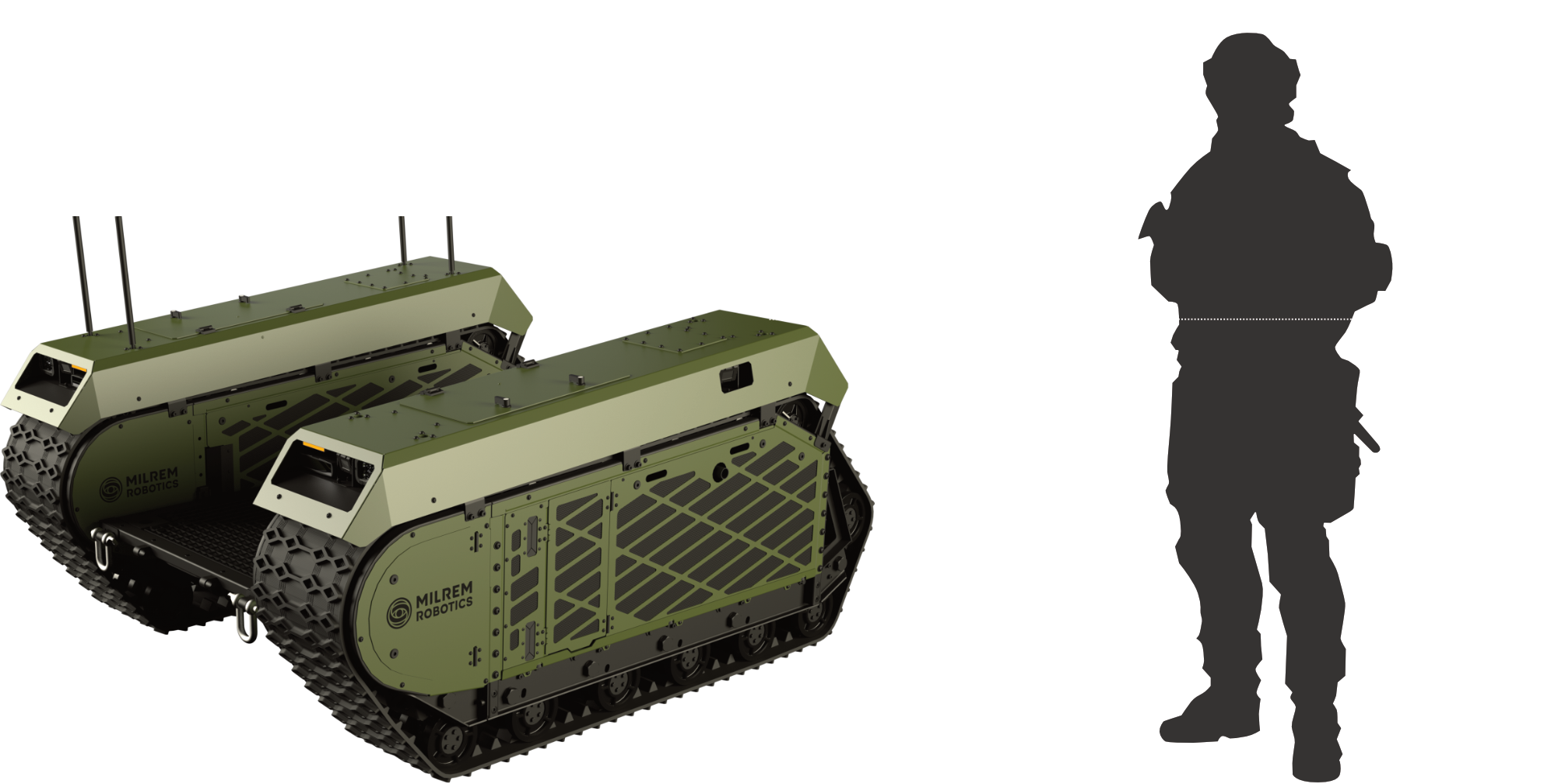
Comparação do tamanho do THeMIS com um soldado

## Operadores

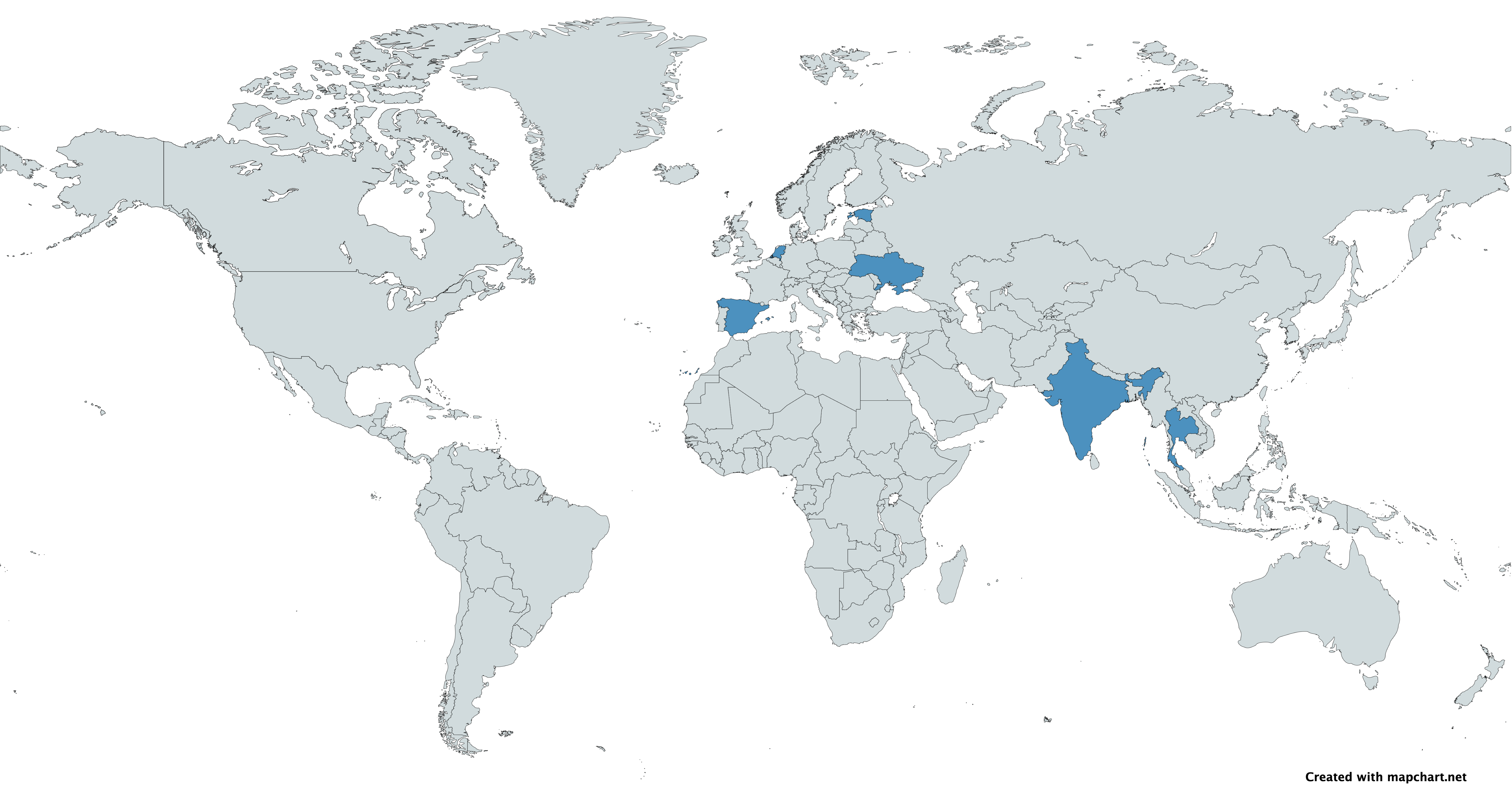
Utilizadores do THeMIS

Estónia
- Forças de Defesa da Estónia[12]

 Índia
- Forças Armadas da Índia: de acordo com uma publicação do Ministério da Defesa Indiano em 16 de dezembro de 2022, o THeMIS estava incluído na lista de equipamentos para importação.[13]

 Países Baixos
- Exército Real Neerlandês[12]

 Espanha
- Exército da Espanha[14]

 Suécia
- Forças Armadas da Suécia: opera o THeMIS Cargo. O contrato foi assinado na Eurosatory 2024.[15]

 Tailândia
- Exército Real Tailandês: entregue nos finais de 2021. Testado pelo exército e DTI (Defence Technology Institute).[16]

 Ucrânia
- Forças Armadas da Ucrânia: 14 unidades, 7 da versão CASEVAC para carga e evacuação em caso de casualidades, outros 7 da versão ROCUS para limpeza de caminhos e desminagem.[17]